# Sagelat
Sagelat är en kommun i departementet Dordogne i regionen Nouvelle-Aquitaine i sydvästra Frankrike. Kommunen ligger i kantonen Belvès som tillhör arrondissementet Sarlat-la-Canéda. År 2022 hade Sagelat 317 invånare.

## Befolkningsutveckling
Antalet invånare i kommunen Sagelat
Referens:INSEE